# Вебб-Сіті (Міссурі)
Вебб-Сіті (англ. Webb City) — місто (англ. city) в США, в окрузі Джеспер штату Міссурі. Населення — 13 031 особа (2020).

## Географія
Вебб-Сіті розташований за координатами 37°8′28″ пн. ш. 94°28′3″ зх. д. / 37.14111° пн. ш. 94.46750° зх. д. (37.141164, -94.467570).  За даними Бюро перепису населення США в 2010 році місто мало площу 22,36 км², уся площа — суходіл.

## Демографія
Згідно з переписом 2010 року, у місті мешкало 10 996 осіб у 4230 домогосподарствах у складі 2840 родин. Густота населення становила 492 особи/км².  Було 4730 помешкань (212/км²).
Расовий склад населення:
| - 90,7 % — білих - 1,6 % — чорних або афроамериканців - 1,5 % — корінних американців - 0,9 % — азіатів - 0,1 % — вихідців з тихоокеанських островів - 2,2 % — осіб інших рас |

До двох чи більше рас належало 3,0 %. Частка іспаномовних становила 4,9 % від усіх жителів.
За віковим діапазоном населення розподілялося таким чином: 28,2 % — особи молодші 18 років, 60,2 % — особи у віці 18—64 років, 11,6 % — особи у віці 65 років та старші. Медіана віку мешканця становила 32,1 року. На 100 осіб жіночої статі у місті припадало 92,2 чоловіків;  на 100 жінок у віці від 18 років та старших — 87,1 чоловіків також старших 18 років.
Середній дохід на одне домашнє господарство  становив 49 107 доларів США (медіана — 42 717), а середній дохід на одну сім'ю — 61 529 доларів (медіана — 53 701). Медіана доходів становила 41 484 долари для чоловіків та 27 641 долар для жінок. За межею бідності перебувало 15,5 % осіб, у тому числі 16,7 % дітей у віці до 18 років та 11,1 % осіб у віці 65 років та старших.
Цивільне працевлаштоване населення становило 5303 особи. Основні галузі зайнятості: освіта, охорона здоров'я та соціальна допомога — 23,7 %, виробництво — 15,6 %, роздрібна торгівля — 14,0 %.